# Kleinzee
Kleinzee, auch Klein Zee (afrikaans Kleinsee), ist ein Touristenort Südafrikas in der Gemeinde Nama Khoi, Distrikt Namakwa, Provinz Northern Cape. Er liegt westlich von Springbok, wo sich der Sitz der Lokalgemeinde befindet. Kleinzee ist eine Siedlung an der Atlantikküste und neben dem Mündungsbereich des Buffels River. Im Jahre 2011 hatte der Ort 728 Einwohner in 301 Haushalten.

## Beschreibung
Der Name verweist auf einen kleinen See, womit auf eine Lagune in dem Ästuar Bezug genommen wird. Bereits vor der Entwicklung der Siedlung ab 1942 hatte sich hier die Farm Kleyne Zee angesiedelt. Einen Hafen gibt es hier nicht.
Die den Ort umgebende Region gehört zu den Küstenebenen des nördlichen Kaplandes und ist von bewachsenen Sanddünen geprägt. Die Landschaft ähnelt einer Halbwüste und empfängt durch die gelegentlichen winterlichen Küstennebel eine geringe jährliche Niederschlagsmenge, die landeinwärts leicht zunimmt. Die Vegetationsdecke besteht aus kniehohen sukkulenten bzw. xerophytischen Gewächsen. Zwischen dem Atlantik und der Siedlung Kleinzee liegt eine Sandbank (Barre) in der trockengefallenen Mündung des episodisch abkommenden Buffels River, die das Inland vor dem Eindringen des Meereswassers schützt. Nur sehr selten existiert hier eine Verbindung zum Atlantik.
Im Jahre 1925 kam es in den Sanddünen bei Kleinzee zur Entdeckung von Diamanten. Die aufgefundenen Lagerstätten wurden von der Cape Coast Exploration Company übernommen und später durch De Beers Consolidated Mines abgebaut.
Die alluvialen Diamantvorkommen der südafrikanischen Küstenzone im Namaqualand wurden zuerst von W. Carstens bei Port Nolloth im Jahre 1925 entdeckt. Weitere Vorkommen in den Sanden an der Küste erforschten zwischen 1926 und 1927 Hans Merensky sowie die Geologen Izak Celliers und Ernst Reuning. Im Zuge der extensiven Bergbauaktivitäten von De Beers wuchs die Ortschaft bis auf 7000 Einwohner an. Mit dem Rückgang der Diamantengewinnung zwischen 2009 und 2011 ist die Einwohnerzahl wieder auf unter 1000 Personen gesunken.
Die ehemaligen Diamantengewinnungsgebiete erstrecken sich als Streifenareale nahezu ununterbrochen vom nördlichen Ufer des Buffels River entlang der Küste bis nach Port Nolloth. Die Diamantvorkommen von Kleinzee waren wegen ihrer hohen Ausbeute bekannt. Infolge dieses extensiven Bergbaus wurden die natürliche Landschaft in einer Streifenzone entlang der Küste und das Nordufer des Buffels River über 5 Kilometer landeinwärts völlig umgestaltet und dabei der Lebensraum von Tier- und Pflanzenwelt stark beeinträchtigt. Die Morphologie des betroffenen Geländes ist erheblich verändert und es gibt im Bereich der Bergbauhalden und ihrer Randbereiche Formen der Bodenerosion. Die Küstengebiete der Nama Khoi Local Municipality wurden von De Beers hauptsächlich für den Diamantenabbau genutzt. Bis vor etwa 10 Jahren waren die Stadt Kleinzee und die Mündungszone des Buffels River überwiegend nur für das Personal der Diamantenminen zugänglich, da die Stadt sich im Eigentum von De Beers befand.
De Beers hat nun einen umfangreichen Teil seiner Bergbaubeteiligungen an das Konsortium TransHex verkauft. Die neuen Eigentümer beabsichtigten den Bergbaubetrieb in der Küstenzone mit einer geplanten Belegschaft von 500 Mitarbeitern wieder aufzunehmen (Stand 2016). Auf diesem Wege sollen die verbleibenden zwei bis drei Millionen bergbaulich zugänglichen Karat an Diamanten mit einer Jahresproduktionsleistung von 100.000 Karat gewonnen werden. Die Verantwortung für die Umweltsanierung des jahrzehntelangen Abbaus sind dem Konsortium mit übertragen worden. Von De Beers wurden die Kosten der Umwelthaftung auf etwa 200 Millionen Rand geschätzt, aus dem Kreis von Umweltschützern wird angenommen, dass die tatsächliche Zahl dreimal so hoch ausfallen könnte. De Beers setzte Aktivitäten in Gang, die Umwelthaftung auf etwa 85 Millionen Rand zu senken, um die Übernahme durch TransHex wirtschaftlich rentabel gestalten zu können.
Auch von Kleinzee nach Süden bis in die Umgebung der Siedlung Koingnaas gab es an mehreren Stellen der Küstenzone einen Diamantenabbau, wenn auch in nicht so umfangreichen Dimensionen wie in Richtung Port Nolloth.

## Sehenswürdigkeiten
Die Sehenswürdigkeiten bestehen in den abgeschiedenen Landschaften der Küstenzone und dem Meeresstrand mit Pelzrobbenkolonien. Das Molyneux Nature Reserve ist eine von De Beers geschaffenes, 5,5 Hektar großes Naturschutzgebiet im Norden von Kleinzee. Es soll dem hier früher tätigen Geologen Richard Molyneux gewidmet sein, der sich für eine nachhaltige Entwicklung in der Umgebung einsetzte. Hier gibt es den Trapsuutjies-Wanderweg.
Zudem bietet der Ort seinen Besuchern das Kleinzee Museum, in dem über die Natur, die Besiedlungsgeschichte und den Diamantenabbau informiert wird.

## Wirtschaft und Verkehr
Der Ort lebt überwiegend von seinen touristischen Angeboten, die verschiedenen Formen der Naturbeobachtungen (Vogelbeobachtungen) sowie Exkursionen in die Dünenlandschaft einschließen. Zu den touristischen Angeboten gehört auch ein Golfplatz. Ein Caravan-Standplatz ist vorhanden. Am südlichen Ortsrand existiert ein Flugplatz mit zwei sich kreuzenden Bahnen. Auf dem Landweg ist der Küstenort über die etwa 105 Kilometer lange Regionalstraße R355 erreichbar, die in Springbok von der Nationalstraße N7 abzweigt. Zudem gibt es eine etwa mit der Küstenlinie verlaufende Straße, die aus dem Süden von Hondeklipbaai und Koingnaas heranführt.
Planungen für die Aufstellung von Windkraftanlagen wurden um 2011 von der Eskom initiiert.